# Barbara Broccoli
Barbara Dana Broccoli, född 18 juni 1960 i Los Angeles, Kalifornien, är en amerikansk filmproducent.
Hon är dotter till Albert R. Broccoli och Dana Broccoli samt halvsyster till Michael G. Wilson.
Hon har sedan 1995 – då hon ersatte sin far – hittills (2022) producerat nio filmer om James Bond.

## Filmografi
- 1983 – Octopussy (regiassistent)
- 1985 – Levande måltavla (regiassistent)
- 1987 – Iskallt uppdrag (biträdande producent)
- 1989 – Tid för hämnd (biträdande producent)
- 1995 – Goldeneye (producent)
- 1997 – Tomorrow Never Dies (producent)
- 1999 – Världen räcker inte till (producent)
- 2002 – Die Another Day (producent)
- 2006 – Casino Royale (producent)
- 2008 – Quantum of Solace (producent)
- 2012 – Skyfall (producent)
- 2015 – Spectre (producent)
- 2021 – No Time to Die (producent)